# 克劳迪娅·马莱塔
克劳迪娅·马莱塔（義大利語：Claudia Marletta，1995年11月23日—），意大利女子水球运动员。她曾代表意大利国家队参加2024年夏季奥林匹克运动会女子水球比赛，获得第六名。